# 潘凤霞
潘凤霞（1933年—2020年6月14日），原名王凤香，女，江西玉山人，中国赣剧表演艺术家，一级演员，中国戏剧家协会理事。